# Méret Oppenheim
Méret Elizabeth Oppenheim (Berlim, 6 de outubro de 1913 — Sion,15 de novembro de 1985) foi uma artista plástica e fotógrafa suíça associada ao movimento surrealista.
Sua obra mais conhecida é Le dejeuner en fourrure (Café-da-manhã em pele), hoje exposta no Museu de Arte Moderna de Nova Iorque (MoMA).

## Vida e obra
Oppenheim nasceu em 1913 no bairro berlinês de Charlottenburg; seu pai era alemão e sua mãe era suíça. Aos 16 anos começou a estudar pintura e com 19 anos mudou-se para Paris para continuar seus estudos na Académie de la Grande Chaumière. Nesta cidade, conheceu Alberto Giacometti e Jean Arp, que a convidou para participar da exposição surrealista do Salon des surindépendants, onde conheceu André Breton, Max Ernst e Man Ray. Para este último, ela representou como modelo para várias das suas fotografias de nus mais conhecidas.
Em 1936, ela fez o seu trabalho mais conhecido: "Le dejeuner en fourrure", um conjunto de xícara e pires de chá revestidos por pele de gazela; que se tornou um dos objetos mais conhecidos do surrealismo e foi comprado pelo Museu de Arte Moderna em Nova York.
Em 1945, Oppenheim conheceu Wolfgang La Roche, com quem ela se casou quatro anos depois e se instalou em Berna. Em 1954, voltou à atividade artística com o desenho do figurino da peça de Picasso "Le Désir attrapé par le Colle" (O desejo pego pela cauda), dirigida por Daniel Spoerri e estreada em Berna.
A partir dos anos oitenta, ela começou a publicar escritos e, em 1981, editou Sansibar, que é uma coleção de poemas. Em 1984, colaborou com a revista de arte Trou publicando um artigo sobre a fonte de Symbol des Wachsens und des Lebens em Berna, e Pouco depois publicou outra série de poemas com o título Husch, husch, der schönste Vokal entleert sich.
Suas obras mais valiosas são: "Café da Manhã em Pele", 1936; "Minha enfermeira", 1936; «Mesa com pernas de pássaros», 1939; "Miss Gardenia" e "O Esquilo", 1959. Após sua morte por um ataque cardíaco, em 1985, realizaram-se várias exposições coletivas e retrospectivas de seu trabalho, mas o maior tributo é o Prêmio Meret Oppenheim, concedido anualmente pelo "Escritório Suíço da Cultura" » para artistas com mais de mais de quarenta anos.